# Гамильтон Тайгерз
«Га́мильтон Та́йгерз» (англ. Hamilton Tigers) — бывшая профессиональная команда, выступавшая в Национальной хоккейной лиге. Команда переехала в Гамильтон после покупки прав на бывшую «Квебек Булдогз» мистером Перси Томпсоном за пять тысяч долларов. Переехав в Гамильтон, «Бульдоги» стали «Тиграми».
«Гамильтон Тайгерз» просуществовала пять лет в НХЛ. После этого «Тигры» стали выступать в Канадской Профессиональной (CPHL) 1926—1929 Хоккейной Лиге. В 1930 году франшиза «Гамильтон Тайгерз» International Hockey League (IНL), была куплена и переведена в Сиракузы, Десять лет клуб «Syracuse Stars» выступал в IHL и I-AHL, прежде чем переехать в Буффоло, чтобы стать «Буффало Бизоны» до создания в 1970 году «Буффоло Сейбрз» в NHL.

## Regular season NHL
|         | GP | W  | L  | T | GF | GA  | Pts |
| 1920-21 | 24 | 6  | 18 | 0 | 92 | 132 | 12  |
| 1921-22 | 24 | 7  | 17 | 0 | 88 | 105 | 14  |
| 1922-23 | 24 | 6  | 18 | 0 | 81 | 110 | 12  |
| 1923-24 | 24 | 9  | 15 | 0 | 63 | 68  | 18  |
| 1924-25 | 30 | 19 | 10 | 1 | 90 | 60  | 39  |

## Regular season IHL
|         | GP | W | L  | T | GF | GA  | Pts |
| ------- | -- | - | -- | - | -- | --- | --- |
| 1929-30 | 42 | 9 | 25 | 8 | 95 | 128 | 26  |

См. также
- Исчезнувшие клубы НХЛ